# Raszyd Tiemriezow
Raszyd Borispijewicz Tiemriezow (ros. Рашид Бориспиевич Темрезов, karaczajsko-bałkarski Темирезланы Борисбийни джашы Рашид, ur. 14 marca 1976 w Czerkiesku) – rosyjski polityk, szef Karaczajo-Czerkiesji od 2011 roku.

## Życiorys
Absolwent Moskiewskiego Otwartego Uniwersytetu Społecznego na kierunku „Finanse i kredyty” w 1998 roku. Następnie pracował w dziale handlowym przedsiębiorstwa Karaczajewo-Czerkiessnieftieprodukt oraz w Siewkawgidroeniergostroju. W 2007 roku został wybrany na przewodniczącego rady oddziału regionalnego partii Sprawiedliwa Rosja. Od 2009 roku członek Zgromadzenia Narodowego Karaczajo-Czerkiesji IV kadencji.
26 lutego 2011 roku został powołany do pełnienia funkcji prezydenta Karaczajo-Czerkiesji. 28 lutego prezydent Rosji, Dmitrij Miedwiediew, zgłosił jego kandydaturę do Zgromadzenia Narodowego Karaczajo-Czerkiesji, aby nadać uprawnienia prezydenta republiki. Kandydatura została zaakceptowana 1 marca 2011 roku. 18 września 2016 roku został szefem Karaczajo-Czerkiesji na drugą kadencję.
Jest żonaty i ma czworo dzieci.
Odznaczony Orderem Przyjaźni (2015).